# Филипийска базилика A
Филипийската базилика A (на гръцки: Βασιλική Α Φιλλίπων) е археологически обект в античния македонски град Филипи, Гърция.

## История
Базилика A e изключително голяма църковна базилика, заемаща най-горната тераса на форума, на мястото на античните храмове на капитолия на римската колония. В строежа на базиликата са използвани множество архитектурни елементи от по-старите езически храмове. Датира от около 500 година.
От южната страна на атриума, в непосредствена близост до големия полукръгъл монументален портик, има малък късновизантийски параклис, който до самото начало на XX век е смятан от местната традиция за Затвора на Павел – мястото, в което Апостол Павел е затворен след ареста му по време на проповедта на Филипийския пазар, според „Деянията на Апостолите“. Това всъщност е римска цистерна, която изглежда не е имала богослужебна функция по време на строителството на близката базилика. Поради тази традиция и привилегированото положение и размерите на Базиликата А, и въпреки отсъствието на кръщелня, тя е идентифицирана с катедралната църква на града „Свети Павел“. В 1960 година с откриването на Октагоналната базилика, тази хипотеза е изключена.
- Колони от Базилика A
- Кръстове от Базилика A
- Общ изглед